# Yambol (tỉnh)
Yambol là một tỉnh ở đông nam Bulgaria, giáp các tỉnh Edirne và Kırklareli của Thổ Nhĩ Kỳ về phía nam. Thành phố chính của tỉnh này là Yambol, ngoài ra còn có các thành phố khác Straldzha, Bolyarovo và Elhovo. Diện tích là 3336 km² và dân số theo điều tra năm 2001 là 156.631 người. Dân số hiện là 141.157 người.

## Các đô thị
Tỉnh Yambol được chia thành các đô thị sau:
- Bolyarovo
- Elhovo
- Straldzha
- Tundzha
- Yambol